# Finspångs IBK
Finspångs IBK, Finspångs Innebandyklubb, är en innebandyklubb från Finspång som bildades den 2 februari 1990 . Klubben hade under ett par säsonger namnet Finspång Vallonbygden Innebandy genom en huvudsponsor. Herrlaget spelade i början av 2000 flera säsonger i Elitserien i innebandy för herrar. Efter degraderingen från division 1 till division 2 säsongen 2013-14 tog klubben beslutet att dra sig ur och börja om i division 3.